# T&Dフィナンシャル生命保険
T&Dフィナンシャル生命保険株式会社（ティアンドディフィナンシャルせいめいほけん、英文名称：T&D FINANCIAL LIFE INSURANCE COMPANY）は、T&Dホールディングスの子会社。T&D保険グループの中核生命保険会社の一社である。金融機関や来店型保険ショップ等を通じた生命保険販売に特化している。
同じT&Dホールディングスの子会社である大同生命保険および太陽生命保険と共にみどり会の会員企業であり三和グループに属している。

## 沿革
- 1895年（明治28年）- 西本願寺を大株主として、京都市にて真宗信徒生命保険株式会社として創業。初代社長は小西新右衛門。
- 1912年（明治45年/大正元年）- 西本願寺からの経営の独立を条件に、堀貞が社長に就任。
- 1914年（大正3年）- 共保生命保険株式会社に社名変更。
- 1916年（大正5年）- 久原房之助が、西本願寺関連が所有していた株を肩代わりする。
- 1922年（大正11年）- 本社を東京に移転。
- 1927年（昭和2年）- 久原房之助が持株を藤田合名に譲渡。
- 1934年（昭和9年）- 野村生命保険株式会社に社名変更。
- 1940年（昭和15年）- 仁壽生命保険株式会社と合併。
- 1947年（昭和22年）7月16日 - 東京生命保険相互会社を設立、相互会社に組織変更。
- 2001年（平成13年）
  - 3月23日 - 経営破綻。
  - 6月26日 - T&D保険グループを経営再建のスポンサー会社に選定。
  - 10月17日 - 株式会社に組織変更。
  - 10月19日 - 東京地方裁判所の更生手続終結決定。
  - 10月22日 - ティ・アンド・ディ・フィナンシャル生命保険株式会社として業務開始。
- 2004年（平成16年）4月1日 - 持株会社「株式会社T&Dホールディングス」を設立。
- 2006年（平成18年）7月24日 - 商号をT&Dフィナンシャル生命保険株式会社に変更。